# 영정법
영정법(永定法)은 조선 중기 1635년(인조 13년)에 시행된 토지제도의 한 가지이다. 종래 정지의 비옥도를 6등급으로 나누고 작황을 9등급으로 나누어 전분 6등, 연분 9등을 조사하여 차등있게 정지를 징수하였지만, 영정법이 시행되면서 법제적으로 정지의 최저 징수액이었던 1결당 만두로 고정 징수한 방법이다.

## 배경과 내용
15세기 세종 연간에 제정된 전분 6등법과 연분 9등법은 토지의 작황을 일일이 조사해야 하는 번거로움이 있었다. 이런 이유로 이미 15세기 말부터 풍흉에 관계 없이 하하년 혹은 하중년을 기준으로 징수하는 것이 관례가 되었다. 임진왜란과 정묘호란 이후, 농지가 황폐해지고 농민 생활이 피폐해지자 조선 정부는 인조 13년 관행을 법제화하여 풍흉(풍년과 흉년)에 관계 없이 전세를 토지 1결당 미곡 4두로 고정시켰다. 이것이 영정법이다. 이로 인한 재정 수입의 감소를 보충하기 위해서 (조선시대)양전 사업(양안 작성, 은결 색출)을 강화하였는데, 양척동일법(量尺同一法), 즉 토지를 측량하는 자(尺)를 통일하여 이것을 기준으로 수확량을 계산하였다.

## 결과
전세율이 낮아졌지만 농민의 대다수가 자신의 토지가 없는 소작농이었기 때문에 큰 도움이 되지는 못했고 오히려 부담이 더 늘어났다. 또 국가에서 부족한 전세를 보충하기 위하여 수수료, 운송비, 자연 소모 충당비 등의 명목으로 여러 잡세를 징수하였기 때문에 오히려 농민의 부담이 더 커지게 되었다.

## 같이 보기
- 대동법
- 균역법
- 도조법
- 비총제